# Liste italienischer Interpreten in den US-Charts

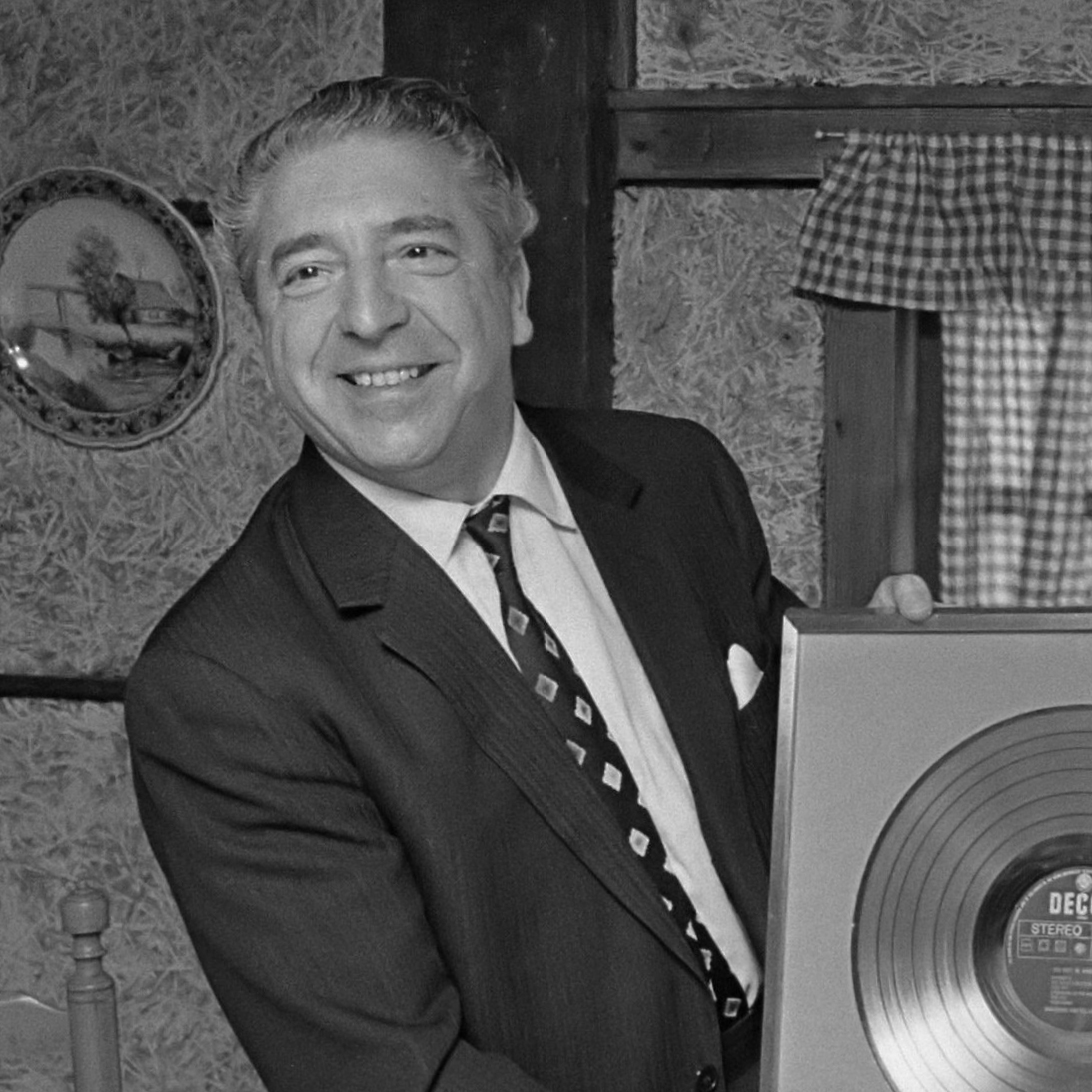
Rekordhalter Annunzio Mantovani, 1970

Diese Liste beinhaltet italienische Interpreten, die sich in den US-amerikanischen Album- und Singlecharts platzieren konnten. Berücksichtigt werden auch maßgebliche Beteiligungen italienischer Interpreten an multinationalen Alben und Singles. Grundlage der Chartdaten sind für die Alben die Billboard 200 ab 1956 und für die Singles die Billboard Hot 100 ab 1958 sowie deren Vorgängercharts.
Der Orchesterleiter Annunzio Mantovani ist mit 41 Alben und fünf Singles (Stand: 14. Februar 2022) der in den US-Charts mit Abstand meistvertretene italienische Musiker. Neben derlei leichter Sinfonik werden die Albumcharts bis heute deutlich von den Genres Oper und Operatic Pop dominiert, vertreten in erster Linie durch Luciano Pavarotti, Andrea Bocelli und das Trio Il Volo.
In den Singlecharts sind die vorherrschenden Genres, vor allem in den 1980er- und 1990er-Jahren, Disco und Dance, von Giorgio Moroder über Baltimora, Change und Black Box bis Eiffel 65. In den 2000er-Jahren brachte Lacuna Coil schließlich auch italienischen Metal in die Billboard 200. Die Chartspitze erreichten bislang zwei italienische Alben, Annunzio Mantovanis Film Encores (1957) und Andrea Bocellis Sì (2018), sowie eine italienische Single, Domenico Modugnos Welthit Nel blu dipinto di blu (Volare) (1958).
Siehe auch: Abschnitt „Rezeption außerhalb Italiens“ in italienische populäre Musik

## Hinweise zur Tabelle
- Interpret: Die Interpretenangabe folgt der Quelle (Whitburn bzw. Billboard.com), zur Verdeutlichung von Mehrfachnennungen dienen gelegentlich Klammerzusätze.
- Album/Single: Der Titel folgt der Quelle.
- Höchstplatzierung: Platzierungen an der Chartspitze werden auf die jahresbezogene Liste der Nummer-eins-Hits verlinkt. Die Farbgebung der Zeilen bezieht sich auf die Top-10- bzw. Nummer-eins-Platzierung.
- Wochen: Angegeben ist die Anzahl der Wochen, die ein Titel insgesamt in den Charts vertreten war.
- Charteinstieg: Angegeben ist das tagesgenaue Datum, an dem ein Titel erstmals in den Charts vertreten war.
- Verkäufe: Die Verkaufszahlen beziehen sich ausschließlich auf von der RIAA vergebene Gold- und Platinauszeichnungen.

## Alben (Billboard 200)
| Interpret                 | Anzahl      |
| ------------------------- | ----------- |
| Mantovani                 | 41          |
| Luciano Pavarotti         | 18 A (13+5) |
| Andrea Bocelli            | 17          |
| Il Volo                   | 8           |
| Lacuna Coil               | 7           |
| Giorgio Moroder           | 7 B (6+1)   |
| Sergio Franchi            | 6           |
| Change                    | 5           |
| Premiata Forneria Marconi | 2           |
| Måneskin                  | 2           |

Bislang (Stand: 23. September 2023) konnten 101 Alben italienischer Interpreten in die amerikanischen Albumcharts einsteigen. Dabei erreichten 22 die Top 10, wovon zwei auch an die Chartspitze gelangten: Film Encores von Annunzio Mantovani im Jahr 1957 und Sì von Andrea Bocelli 2018. Film Encores hat mit 231 Wochen auch den längsten Chartaufenthalt vorzuweisen, gefolgt von Gems Forever … (1958, ebenfalls von Mantovani) mit 104 Wochen und dem multinationalen Album In Concert von den drei Tenören Luciano Pavarotti, José Carreras und Plácido Domingo (1990) mit 100 Wochen. Letzteres sowie Romanza von Andrea Bocelli sind mit jeweils über 3 Mio. verkauften Platten die größten Verkaufserfolge von Alben mit italienischer Beteiligung in den USA. Weitere erfolgreiche italienische Alben (mit mehr als 2 Mio. Verkäufen) sind Sogno und My Christmas von Andrea Bocelli sowie Europop von Eiffel 65.
Den Rekord für die meisten platzierten Alben hält mit großem Abstand Annunzio Mantovani, der zwischen 1956 und 1972 mit 41 Alben in den US-Charts vertreten war. Diesem folgt Luciano Pavarotti, der sich ab 1979 13-mal als Solist und weitere fünfmal gemeinsam mit anderen Sängern platzieren konnte. Andrea Bocelli schließt die Top drei mit 17 platzierten Alben seit 1997.
|            | Anzahl |
| ---------- | ------ |
| Platz eins | 2      |
| Top 10     | 22     |
| Insgesamt  | 101    |

| Interpret                                                            | Album                                                       | Höchst- platzierung | Wochen | Charteinstieg | Verkäufe                    |
| -------------------------------------------------------------------- | ----------------------------------------------------------- | ------------------- | ------ | ------------- | --------------------------- |
| Mantovani                                                            | Waltzes of Irving Berlin                                    | 12                  | 7      | 26.05.1956    |                             |
| Mantovani                                                            | Film Encores                                                | 1                   | 231    | 27.05.1957    | Gold 500.000+               |
| Mantovani                                                            | Christmas Carols                                            | 3                   | 21     | 09.12.1957    | Gold 500.000+               |
| Mantovani                                                            | Mantovani Plays Tangos                                      | 22                  | 1      | 24.03.1958    |                             |
| Mantovani                                                            | Gems Forever …                                              | 5                   | 104    | 19.05.1958    | Gold 500.000+               |
| Domenico Modugno                                                     | Nel blu dipinto di blu (Volare) and Other Italian Favorites | 8                   | 6      | 15.09.1958    |                             |
| Mantovani                                                            | Strauss Waltzes                                             | 7                   | 68     | 24.11.1958    | Gold 500.000+               |
| Mantovani                                                            | Continental Encores                                         | 13                  | 46     | 16.02.1959    |                             |
| Mantovani                                                            | Mantovani Stereo Showcase                                   | 6                   | 11     | 01.06.1959    |                             |
| Mantovani                                                            | Film Encores, Vol. 2                                        | 14                  | 26     | 15.06.1959    |                             |
| Mantovani                                                            | All-American Showcase                                       | 8                   | 18     | 04.01.1960    |                             |
| Mantovani                                                            | The American Scene                                          | 11                  | 30     | 28.03.1960    |                             |
| Mantovani                                                            | Songs to Remember                                           | 21                  | 53     | 25.07.1960    |                             |
| Mantovani                                                            | Mantovani Plays Music from Exodus and Other Great Themes    | 2                   | 71     | 05.12.1960    | Gold 500.000+               |
| Mantovani                                                            | Operetta Memories                                           | 22                  | 12     | 20.02.1961    |                             |
| Mantovani                                                            | Italia mia                                                  | 8                   | 50     | 29.05.1961    |                             |
| Mantovani                                                            | Themes from Broadway                                        | 29                  | 10     | 14.08.1961    |                             |
| Mantovani                                                            | Songs of Praise                                             | 83                  | 8      | 13.01.1962    |                             |
| Mantovani                                                            | American Waltzes                                            | 8                   | 26     | 09.06.1962    |                             |
| Mantovani                                                            | Moon River and Other Great Film Themes                      | 24                  | 15     | 27.10.1962    |                             |
| Sergio Franchi                                                       | Romantic Italian Songs                                      | 17                  | 18     | 24.11.1962    |                             |
| Robertino                                                            | The Young Italian Singing Sensation                         | 96                  | 6      | 01.12.1962    |                             |
| Mantovani                                                            | Stop the World – I Want to Get Off / Oliver!                | 136                 | 4      | 05.01.1963    |                             |
| Sergio Franchi                                                       | Our Man from Italy                                          | 66                  | 21     | 09.02.1963    |                             |
| Mantovani                                                            | Latin Rendezvous                                            | 10                  | 18     | 01.06.1963    |                             |
| Mantovani                                                            | Classical Encores                                           | 41                  | 12     | 08.06.1963    |                             |
| Sergio Franchi                                                       | Broadway … I Love You                                       | 103                 | 5      | 06.07.1963    |                             |
| Pope John XXIII                                                      | Pope John XXIII                                             | 126                 | 3      | 03.08.1963    |                             |
| Mantovani                                                            | Mantovani / Manhattan                                       | 51                  | 22     | 09.11.1963    |                             |
| Anna Moffo & Sergio Franchi                                          | The Dream Duet                                              | 97                  | 7      | 25.01.1964    |                             |
| Mantovani                                                            | Kismet                                                      | 134                 | 3      | 14.03.1964    |                             |
| Mantovani                                                            | Folk Songs Around the World                                 | 135                 | 6      | 18.04.1964    |                             |
| Rita Pavone                                                          | Rita Pavone                                                 | 60                  | 14     | 20.06.1964    |                             |
| Mantovani                                                            | The Incomparable Mantovani                                  | 37                  | 43     | 07.11.1964    |                             |
| Mantovani                                                            | The Mantovani Sound – Big Hits from Broadway and Hollywood  | 26                  | 31     | 20.03.1965    |                             |
| Sergio Franchi                                                       | Live at the Cocoanut Grove                                  | 114                 | 4      | 27.03.1965    |                             |
| Mantovani                                                            | Mantovani olé                                               | 41                  | 21     | 23.10.1965    |                             |
| Mantovani                                                            | Mantovani Magic                                             | 23                  | 26     | 05.03.1966    |                             |
| Mantovani                                                            | Mr. Music … Mantovani                                       | 27                  | 35     | 08.10.1966    |                             |
| Mantovani                                                            | Mantovani’s Golden Hits                                     | 53                  | 33     | 11.03.1967    | Gold 500.000+               |
| Mantovani                                                            | Mantovani / Hollywood                                       | 49                  | 22     | 23.09.1967    |                             |
| Mantovani                                                            | The Mantovani Touch                                         | 64                  | 25     | 02.03.1968    |                             |
| Mantovani                                                            | Mantovani / Tango                                           | 148                 | 7      | 15.06.1968    |                             |
| Mantovani                                                            | Mantovani … Memories                                        | 143                 | 7      | 09.11.1968    |                             |
| Mantovani                                                            | The Mantovani Scene                                         | 73                  | 17     | 05.04.1969    |                             |
| Mantovani                                                            | The World of Mantovani                                      | 92                  | 17     | 01.11.1969    |                             |
| Mantovani                                                            | Mantovani Today                                             | 77                  | 24     | 04.04.1970    |                             |
| Mantovani                                                            | Mantovani in Concert                                        | 167                 | 3      | 07.11.1970    |                             |
| Mantovani                                                            | To Lovers Everywhere U. S. A.                               | 150                 | 9      | 30.10.1971    |                             |
| Mantovani                                                            | Annunzio Paolo Mantovani                                    | 156                 | 12     | 27.05.1972    |                             |
| Premiata Forneria Marconi                                            | Photos of Ghosts                                            | 180                 | 6      | 20.10.1973    |                             |
| Premiata Forneria Marconi (als P.F.M.)                               | P.F.M. ‘Cook’                                               | 151                 | 8      | 28.12.1974    |                             |
| Reverberi                                                            | Reverberi & Schumann, Chopin, Liszt                         | 169                 | 7      | 21.02.1976    |                             |
| Giorgio Moroder (als Giorgio)                                        | From Here to Eternity                                       | 130                 | 7      | 29.10.1977    |                             |
| Munich Machine B                                                     | A Whiter Shade of Pale                                      | 190                 | 3      | 01.07.1978    |                             |
| Giorgio Moroder                                                      | Midnight Express OST                                        | 59                  | 26     | 25.11.1978    |                             |
| Luciano Pavarotti                                                    | O Sole Mio – Favorite Neapolitan Songs                      | 77                  | 21     | 24.11.1979    | Gold 500.000+               |
| Giorgio Moroder                                                      | American Gigolo OST                                         | 7                   | 25     | 01.03.1980    | Gold 500.000+               |
| Change                                                               | The Glow of Love                                            | 29                  | 25     | 10.05.1980    | Gold 500.000+               |
| Luciano Pavarotti                                                    | Pavarotti’s Greatest Hits                                   | 85                  | 26     | 07.06.1980    |                             |
| Change                                                               | Miracles                                                    | 46                  | 22     | 18.04.1981    |                             |
| Kano                                                                 | New York Cake                                               | 189                 | 4      | 09.01.1982    |                             |
| Giorgio Moroder                                                      | Cat People OST                                              | 47                  | 14     | 17.04.1982    |                             |
| Luciano Pavarotti                                                    | Luciano                                                     | 141                 | 7      | 24.04.1982    |                             |
| Change                                                               | Sharing Your Love                                           | 66                  | 9      | 15.05.1982    |                             |
| Luciano Pavarotti                                                    | Yes, Giorgio                                                | 158                 | 3      | 06.11.1982    |                             |
| Change                                                               | This Is Your Time                                           | 161                 | 7      | 02.04.1983    |                             |
| Change                                                               | Change of Heart                                             | 102                 | 15     | 28.04.1984    |                             |
| Giorgio Moroder                                                      | Metropolis OST                                              | 110                 | 13     | 25.08.1984    |                             |
| Luciano Pavarotti                                                    | Mamma                                                       | 103                 | 14     | 08.09.1984    |                             |
| Baltimora                                                            | Living in the Background                                    | 49                  | 17     | 18.01.1986    |                             |
| Black Box                                                            | Dreamland                                                   | 56                  | 61     | 11.08.1990    | Gold 500.000+               |
| Luciano Pavarotti (mit José Carreras, Plácido Domingo & Zubin Mehta) | Carreras / Domingo / Pavarotti in Concert                   | 35                  | 100    | 06.10.1990    | ×3Dreifachplatin 3.000.000+ |
| Luciano Pavarotti                                                    | Pavarotti Songbook                                          | 173                 | 1      | 04.01.1992    |                             |
| The Three Tenors A                                                   | Christmas Favorites from the World’s Favorite Tenors        | 127                 | 4      | 11.12.1993    | Gold 500.000+               |
| The Three Tenors A                                                   | The 3 Tenors in Concert 1994                                | 4                   | 33     | 17.09.1994    | Platin 1.000.000+           |
| Corona                                                               | The Rhythm of the Night                                     | 154                 | 7      | 17.06.1995    |                             |
| Luciano Pavarotti                                                    | Pavarotti & Friends 2                                       | 185                 | 1      | 01.07.1995    |                             |
| Robert Miles                                                         | Dreamland                                                   | 54                  | 23     | 17.08.1996    | Gold 500.000+               |
| Giovanni                                                             | Romance                                                     | 170                 | 2      | 01.03.1997    |                             |
| Andrea Bocelli                                                       | Romanza                                                     | 35                  | 91     | 20.12.1997    | ×3Dreifachplatin 3.000.000+ |
| Andrea Bocelli                                                       | Viaggio Italiano                                            | 153                 | 21     | 28.03.1998    | Gold 500.000+               |
| Andrea Bocelli                                                       | Aria: The Opera Album                                       | 59                  | 69     | 25.04.1998    | Platin 1.000.000+           |
| The Three Tenors A                                                   | The 3 Tenors – Paris 1998                                   | 83                  | 10     | 05.09.1998    | Gold 500.000+               |
| Sergio Franchi                                                       | Romantic Italian Songs                                      | 167                 | 1      | 05.09.1998    |                             |
| Andrea Bocelli                                                       | Sogno                                                       | 4                   | 72     | 17.04.1999    | ×2Doppelplatin 2.000.000+   |
| Andrea Bocelli                                                       | Sueño                                                       | 163                 | 2      | 08.05.1999    |                             |
| Andrea Bocelli                                                       | Sacred Arias (Arie sacre)                                   | 22                  | 30     | 27.11.1999    | Platin 1.000.000+           |
| Eiffel 65                                                            | Europop                                                     | 4                   | 42     | 18.12.1999    | ×2Doppelplatin 2.000.000+   |
| Andrea Bocelli                                                       | Verdi                                                       | 23                  | 23     | 30.09.2000    | Gold 500.000+               |
| The Three Tenors A                                                   | The Three Tenors Christmas                                  | 54                  | 8      | 25.11.2000    | Gold 500.000+               |
| Andrea Bocelli                                                       | Cieli di Toscana                                            | 11                  | 39     | 03.11.2001    | Platin 1.000.000+           |
| Andrea Bocelli                                                       | Sentimento                                                  | 12                  | 20     | 23.11.2002    | Platin 1.000.000+           |
| Luciano Pavarotti                                                    | Ti adoro                                                    | 135                 | 2      | 11.10.2003    |                             |
| Lacuna Coil                                                          | Comalies                                                    | 178                 | 4      | 07.08.2004    |                             |
| Andrea Bocelli                                                       | Andrea                                                      | 16                  | 22     | 27.11.2004    | Platin 1.000.000+           |
| Zucchero                                                             | Zucchero & Co.                                              | 84                  | 7      | 30.07.2005    |                             |
| Andrea Bocelli                                                       | Amore                                                       | 3                   | 59     | 18.02.2006    | Platin 1.000.000+           |
| Lacuna Coil                                                          | Karmacode                                                   | 28                  | 9      | 22.04.2006    |                             |
| Luciano Pavarotti                                                    | The Best                                                    | 76                  | 1      | 22.09.2007    |                             |
| Luciano Pavarotti                                                    | The Greatest Tenor of All Time                              | 150                 | 1      | 22.09.2007    |                             |
| Luciano Pavarotti                                                    | Forever                                                     | 137                 | 6      | 27.10.2007    |                             |
| Andrea Bocelli                                                       | Incanto                                                     | 8                   | 22     | 22.11.2008    |                             |
| Luciano Pavarotti                                                    | The Duets                                                   | 153                 | 2      | 29.11.2008    |                             |
| Andrea Bocelli                                                       | My Christmas                                                | 2                   | 52     | 21.11.2009    | ×2Doppelplatin 2.000.000+   |
| Lacuna Coil                                                          | Shallow Life                                                | 16                  | 6      | 09.05.2009    |                             |
| Luciano Pavarotti                                                    | 75th Birthday: Limited Edition                              | 76                  | 1      | 08.05.2010    |                             |
| Il Volo                                                              | Il Volo                                                     | 10                  | 25     | 04.06.2011    | Gold (Latin) 30.000+        |
| Lacuna Coil                                                          | Dark Adrenaline                                             | 15                  | 3      | 11.02.2012    |                             |
| Il Volo                                                              | … Takes Flight – Live from the Detroit Opera House          | 85                  | 4      | 24.03.2012    |                             |
| Il Volo                                                              | We Are Love                                                 | 100                 | 5      | 08.12.2012    |                             |
| Andrea Bocelli                                                       | Passione                                                    | 2                   | 21     | 16.02.2013    | Gold 500.000+               |
| Il Volo                                                              | Más que amor                                                | 112                 | 5      | 27.04.2013    |                             |
| Il Volo                                                              | We Are Love: Special Edition                                | 111                 | 4      | 15.06.2013    |                             |
| Il Volo                                                              | Buon Natale – The Christmas Album                           | 39                  | 10     | 09.11.2013    |                             |
| Lacuna Coil                                                          | Broken Crown Halo                                           | 27                  | 2      | 19.04.2014    |                             |
| Giorgio Moroder                                                      | Déjà Vu                                                     | 72                  | 1      | 07.04.2015    |                             |
| Andrea Bocelli                                                       | Cinema                                                      | 10                  | 10     | 14.11.2015    |                             |
| Il Volo                                                              | Grande amore: International Version                         | 188                 | 1      | 17.10.2015    |                             |
| Lacuna Coil                                                          | Delirium                                                    | 33                  | 2      | 18.06.2016    |                             |
| Il Volo                                                              | Notte Magica – A Tribute to the Three Tenors                | 186                 | 1      | 22.10.2016    |                             |
| Andrea Bocelli                                                       | Sì                                                          | 1                   | 10     | 10.11.2018    |                             |
| Lacuna Coil                                                          | Black Anima                                                 | 87                  | 1      | 26.10.2019    |                             |
| Måneskin                                                             | Chosen                                                      | 103                 | 6      | 17.07.2021    |                             |
| Andrea Bocelli, Matteo Bocelli & Virginia Bocelli                    | A Family Christmas                                          | 22                  | 5      | 10.12.2022    |                             |
| Måneskin                                                             | Rush!                                                       | 18                  | 2      | 29.01.2023    |                             |

## Singles (Billboard Hot 100)
| Interpret                   | Anzahl |
| --------------------------- | ------ |
| Mantovani and His Orchestra | 5      |
| Change                      | 4      |
| Baltimora                   | 3      |
| Black Box                   | 3      |
| Giorgio Moroder             | 3      |
| Corona                      | 2      |
| Livin’ Joy                  | 2      |
| Robert Miles                | 2      |
| Domenico Modugno            | 2      |

In die Singlecharts konnten, unter Berücksichtigung der Hot-100-Vorgängercharts ab 1954, 51 Singles italienischer Interpreten einsteigen (Stand: 24. April 2022). Erstmals gelang dies 1954 Annunzio Mantovani, der zusammen mit David Whitfield sogleich in die Top 10 der Bestseller-Charts einstieg. Domenico Modugno konnte 1958 mit Nel blu dipinto di blu (Volare) die Chartspitze der Hot 100 erreichen, was seitdem kein anderes Lied eines italienischen Interpreten mehr schaffte.
Weitere vier Interpreten erreichten die Top 10, nämlich Caterina Valente 1955 (in den DJ-Charts), Emilio Pericoli 1962, Black Box 1990 und 1991 sowie Eiffel 65 1999. Das erfolgreichste Featuring eines italienischen Interpreten in den US-Singlecharts gelang 2011 dem DJ Benny Benassi mit der Beteiligung an Chris Browns Song Beautiful People, das mit einer Platin-Schallplatte ausgezeichnet wurde. Ebenfalls Platin erreichte die Rockband Måneskin 2021 mit dem Four-Seasons-Cover Beggin’.
Sowohl den Rekord für den längsten Chartaufenthalt (32 Wochen mit Around the World, 1957 in den DJ-Charts) als auch den für die meisten platzierten Singles (fünf) hält wie bei den Alben Annunzio Mantovani.
|            | Anzahl |
| ---------- | ------ |
| Platz eins | 1      |
| Top 10     | 6      |
| Insgesamt  | 50     |

| Interpret                                                | Single                                         | Höchst- platzierung | Wochen | Charteinstieg | Verkäufe          |
| -------------------------------------------------------- | ---------------------------------------------- | ------------------- | ------ | ------------- | ----------------- |
| Mantovani and His Orchestra with David Whitfield         | Cara mia                                       | 10 C                | 13     | 14.08.1954    |                   |
| Caterina Valente, Werner Müller & das RIAS Tanzorchester | The Breeze and I (Andalucia)                   | 8 D                 | 14     | 09.04.1955    |                   |
| Mantovani and His Orchestra with David Whitfield         | When You Lose the One You Love                 | 62 E                | 8      | 04.02.1956    |                   |
| Mantovani and His Orchestra                              | Around the World                               | 12 D                | 32     | 10.06.1957    |                   |
| Renato Carosone                                          | Torero                                         | 18 D                | 13     | 05.05.1958    |                   |
| Domenico Modugno                                         | Nel blu dipinto di blu (Volare)                | 1                   | 16     | 04.08.1958    |                   |
| Tony Dallara                                             | Come prima                                     | 60                  | 7      | 08.12.1958    |                   |
| Domenico Modugno                                         | Piove (ciao ciao bambina)                      | 97                  | 1      | 14.03.1959    |                   |
| Rocco Granata and the International Quintet              | Marina                                         | 31                  | 11     | 09.11.1959    |                   |
| Mantovani and His Orchestra                              | Theme from ‘The Sundowners’                    | 93                  | 1      | 07.11.1960    |                   |
| Mantovani and His Orchestra                              | Main Theme from Exodus (Ari’s Theme)           | 31                  | 13     | 21.11.1960    |                   |
| Piero Soffici                                            | That’s the Way with Love                       | 59                  | 7      | 24.04.1961    |                   |
| Mina                                                     | This World We Love In (Il cielo in una stanza) | 90                  | 1      | 08.05.1961    |                   |
| Emilio Pericoli                                          | Al di là                                       | 6                   | 14     | 19.05.1962    |                   |
| Rita Pavone                                              | Remember Me                                    | 26                  | 9      | 06.06.1964    |                   |
| Piero Umiliani                                           | Máh-ná-mah-ná                                  | 55                  | 6      | 06.09.1969    |                   |
| Giorgio Moroder (als Giorgio)                            | Son of My Father                               | 46                  | 8      | 04.03.1972    |                   |
| Carlo Savina                                             | Love Theme from ‘The Godfather’                | 66                  | 9      | 22.04.1972    |                   |
| Drupi                                                    | Vado via                                       | 88                  | 4      | 03.11.1973    |                   |
| Richard Cocciante                                        | When Love Has Gone Away                        | 41                  | 6      | 10.04.1976    |                   |
| Giorgio Moroder                                          | Chase                                          | 33                  | 12     | 20.01.1979    |                   |
| Change                                                   | A Lover’s Holiday                              | 40                  | 13     | 17.05.1980    |                   |
| Change                                                   | Paradise                                       | 80                  | 4      | 06.06.1981    |                   |
| Change                                                   | Hold Tight                                     | 89                  | 2      | 08.08.1981    |                   |
| Kano                                                     | Can’t Hold Back (Your Loving)                  | 89                  | 5      | 26.12.1981    |                   |
| Change                                                   | The Very Best in You                           | 84                  | 5      | 29.05.1982    |                   |
| Club House                                               | Do It Again / Billie Jean                      | 75                  | 5      | 20.08.1983    |                   |
| Giorgio Moroder feat. Paul Engemann                      | Reach Out                                      | 81                  | 4      | 21.07.1984    |                   |
| Baltimora                                                | Tarzan Boy                                     | 13                  | 26     | 19.10.1985    |                   |
| Nocera                                                   | Summertime, Summertime                         | 84                  | 7      | 17.01.1987    |                   |
| Baltimora                                                | Living in the Background                       | 87                  | 4      | 12.04.1986    |                   |
| 49ers                                                    | Don’t You Love Me                              | 78                  | 9      | 16.06.1990    |                   |
| Black Box                                                | Everybody Everybody                            | 8                   | 19     | 04.08.1990    |                   |
| Black Box                                                | I Don’t Know Anybody Else                      | 23                  | 14     | 08.12.1990    |                   |
| Black Box                                                | Strike It Up                                   | 8                   | 18     | 06.04.1991    |                   |
| Jinny                                                    | Keep Warm                                      | 97                  | 2      | 14.09.1991    |                   |
| Rapination & Kym Mazelle                                 | Love Me the Right Way                          | 97                  | 4      | 20.03.1993    |                   |
| Baltimora                                                | Tarzan Boy (Remix)                             | 51                  | 12     | 27.03.1993    |                   |
| DJ Miko                                                  | What’s Up                                      | 58                  | 20     | 18.06.1994    |                   |
| Corona                                                   | The Rhythm of the Night                        | 11                  | 27     | 12.11.1994    |                   |
| Livin’ Joy                                               | Dreamer                                        | 72                  | 19     | 28.01.1995    |                   |
| Corona                                                   | Baby Baby                                      | 57                  | 17     | 13.05.1995    |                   |
| Robert Miles                                             | Children                                       | 21                  | 20     | 11.05.1996    |                   |
| Robert Miles                                             | One and One                                    | 54                  | 19     | 05.10.1996    |                   |
| Livin’ Joy                                               | Don’t Stop Movin’                              | 67                  | 20     | 25.01.1997    |                   |
| Eiffel 65                                                | Blue (Da Ba Dee)                               | 6                   | 20     | 11.12.1999    |                   |
| Gigi D’Agostino                                          | I’ll Fly with You (L’amour toujours)           | 78                  | 13     | 04.08.2001    |                   |
| Mary J. Blige feat. Andrea Bocelli                       | Bridge over Troubled Water                     | 75                  | 1      | 20.02.2010    |                   |
| Chris Brown feat. Benny Benassi                          | Beautiful People                               | 43                  | 4      | 17.09.2011    | Platin 1.000.000+ |
| Måneskin                                                 | Beggin’                                        | 13                  | 25     | 04.07.2021    | Platin 1.000.000+ |

## Belege
1. 1 2 3 4 5 6  Mantovani. In: Gold & Platinum. RIAA, abgerufen am 5. Mai 2019 (amerikanisches Englisch).
2. ↑  Pavarotti. In: Gold & Platinum. RIAA, abgerufen am 5. Mai 2019 (amerikanisches Englisch).
3. ↑  American Gigolo. In: Gold & Platinum. RIAA, abgerufen am 6. Mai 2019 (amerikanisches Englisch).
4. ↑  Change. In: Gold & Platinum. RIAA, abgerufen am 20. Mai 2019 (amerikanisches Englisch).
5. ↑  Black Box. In: Gold & Platinum. RIAA, abgerufen am 20. Mai 2019 (amerikanisches Englisch).
6. 1 2 3 4 5  The Three Tenors. In: Gold & Platinum. RIAA, abgerufen am 20. Mai 2019 (amerikanisches Englisch).
7. ↑  Robert Miles. In: Gold & Platinum. RIAA, abgerufen am 20. Mai 2019 (amerikanisches Englisch).
8. 1 2 3 4 5 6 7 8 9 10 11 12  Andrea Bocelli. In: Gold & Platinum. RIAA, abgerufen am 20. Mai 2019 (amerikanisches Englisch).
9. ↑  Eiffel 65. In: Gold & Platinum. RIAA, abgerufen am 20. Mai 2019 (amerikanisches Englisch).
10. ↑  Il Volo. In: Gold & Platinum. RIAA, abgerufen am 20. Mai 2019 (amerikanisches Englisch).
11. ↑  Beautiful People. In: Gold & Platinum. RIAA, abgerufen am 6. Mai 2019 (amerikanisches Englisch).
12. ↑  Beggin’. In: Gold & Platinum. RIAA, abgerufen am 2. Dezember 2021 (amerikanisches Englisch).